# Deutsche Eishockey-Meisterschaft 1928
Die Deutsche Eishockey-Meisterschaft 1928 war die zwölfte Austragung dieser  Titelkämpfe.
Die Spiele um die Meisterschaft fanden am 21. und 22. Januar 1928 auf dem Riessersee bei Garmisch-Partenkirchen statt.
Zusammen mit der Eishockeymeisterschaft wurde auch die deutsche Meisterschaft im Eisschnelllauf ausgetragen. Am Finaltag wurde ein Sonderzug zwischen München und Garmisch eingesetzt.

## Teilnehmer
Erstmals konnten nur Mannschaften teilnehmen, die Meister oder Vizemeister eines Unterverbandes geworden waren. Qualifiziert waren demnach:
- Norddeutscher Eissportverband (Berlin):
  - Berliner Schlittschuhclub (Meister)
  - BFC Preussen Berlin (Vizemeister)
- Bayerischer Eissport-Verband:
  - SC Riessersee (Meister)
  - EV Füssen (Vizemeister)
- Südwestdeutscher Eissport-Verband:
  - HC Stuttgart
- Landesverband Ostdeutschland (Ost-Preußen):
  - VfB Königsberg

Die Meldung des VfB Königsberg wurde kurzfristig zurückgezogen, da nach einem Einspruch des VdS Tilsit die Ostdeutsche Meisterschaft noch nicht endgültig entschieden war.
Das Finalspiel der Niederschlesischen Meisterschaft (Görlitzer TC gegen Breslauer EV 3:1) wurde erst am 29. Januar und damit nach der Deutschen Meisterschaft ausgetragen. Der Niederschlesische ESV konnte daher keine Mannschaft melden.

## Vorrunde

### Gruppe A
| 21. Januar 1928 | SC Riessersee | 2:0 | BFC Preussen | Riessersee, Garmisch |

| 21. Januar 1928 | SC Riessersee | 11:1 | HC Stuttgart | Riessersee, Garmisch |

| 22. Januar 1928 vormittag | BFC Preussen | 1:0 | HC Stuttgart | Riessersee, Garmisch |

|    |                      | Sp | S | U | N | Tore  | Punkte |
| -- | -------------------- | -- | - | - | - | ----- | ------ |
| 1. | SC Riessersee        | 2  | 2 | 0 | 0 | 13:01 | 4:0    |
| 2. | Berliner FC Preussen | 2  | 1 | 0 | 1 | 01:02 | 2:2    |
| 3. | HC Stuttgart         | 2  | 0 | 0 | 2 | 01:12 | 0:4    |

Abkürzungen: Sp = Spiele, S = Siege, U = Unentschieden, N = Niederlagen

### Gruppe B
Da der VfB Königsberg kurzfristig zurückgezogen hatte, fand nur ein Spiel in der Gruppe B statt.
| 22. Januar 1928 vormittag | Berliner Schlittschuhclub | 10:0 | ESV Füssen | Riessersee, Garmisch |

## Spiel um Platz 3
| 22. Januar 1928 | ESV Füssen | 4:1 | BFC Preussen | Riessersee, Garmisch |

## Finale
| 22. Januar 1928 | SC Riessersee 1:2 Slevogt | 1:2 (0:1, 0:0, 1:1) | Berliner Schlittschuhclub 0:1, 0:2 Jaenecke | Riessersee, Garmisch |

### Mannschaften
| Deutscher Meister 1928 Berliner Schlittschuhclub | Alfred Steinke, Lincke Walter Sachs, Erich Römer, Rudi Ball, Gustav Jaenecke, Wolfgang Kittel, Rolf Reschke                                                 |
| Deutscher Vizemeister 1928 SC Riessersee         | Matthias Leis Hans Schmid – Franz Kreisel Alex Gruber – Emil Rau – Martin Schröttle – Marquard Slevogt Fritz Rammelmayr, Bernhard Scheublein, Josef Priller |

Die ausländischen Spieler des Schlittschuhclub, Max Holsboer, Nils Molander, Lawrence Roche, Gustaf Johansson, Herbert Brück nahmen nicht an der deutschen Meisterschaft teil.